# Pyrausta vicarialis
Pyrausta vicarialis là một loài bướm đêm trong họ Crambidae.